# Izanami
Izanami (イザナミ?  también escrita como 伊弉冉尊 o 伊邪那美命, literalmente "la mujer que invita"), es la diosa de la creación y de la muerte en la mitología japonesa y en el sintoísmo, es una deidad primordial y esposa del dios Izanagi, Junto con él creó el mundo. Es conocida también como Izana-mi, Izanami-no-mikoto o Izanami-no-kami.

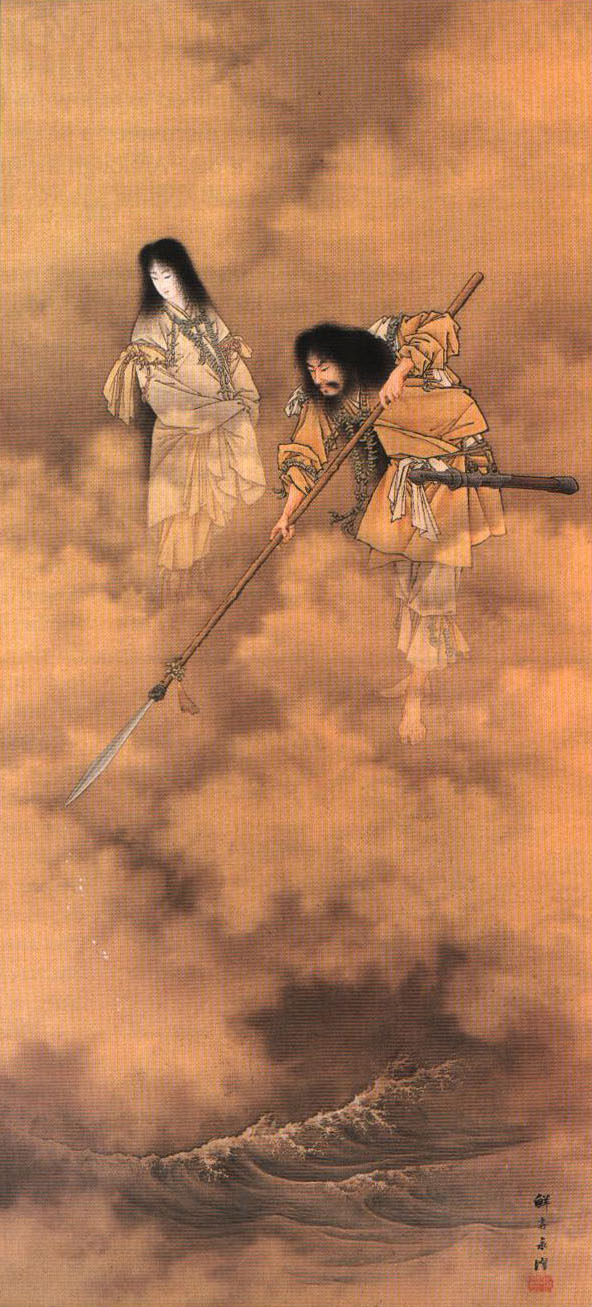
Izanagi (derecha) e Izanami (izquierda). Pintura de Eitaku Kobayashi (era Meiji).

Los primeros dioses invocaron a dos seres divinos a existir, el varón Izanagi y la mujer Izanami, y estos crearon la primera tierra. Para realizar esto, Izanagi e Izanami tenían una lanza decorada con joyas, llamada Ame-no-nuboko (lanza celestial). Con esto crearon sobre el mar una isla, y residieron en un palacio construido por ellos en esa isla. En el momento de su matrimonio, Izanami dio las gracias en primer lugar; pero Izanagi no sabía si esto era correcto. Después tuvieron dos hijos: Hiruko y Awashima, pero nacieron deformes y no fueron considerados dioses.
Pusieron a los niños en un bote en dirección al mar e hicieron una petición a los otros dioses acerca de qué hicieron mal. Ellos contestaron que la deidad masculina es la que debe dar las gracias en primer lugar durante el matrimonio. Así Izanagi e Izanami nuevamente hicieron el rito de matrimonio, pero esta vez Izanagi hablaría primero y se consumaría de manera correcta.
De su unión nacieron las ōyashima, las "ocho grandes islas" de Japón:
- Isla Awaji
- Iyo (actual Shikoku).
- Ogi
- Tsukushi (actual Kyushu).
- Iki
- Tsushima
- Sado
- Yamato (actual Honshu).

Ellos engendraron seis islas adicionales y muchos dioses. Izanami murió cuando engendró a Kagutsuchi (encarnación del fuego). Fue enterrada en el Monte Hiba, en la frontera de las antiguas provincias de Izumo y Hoki. Fue tal la furia que tuvo Izanagi con la muerte de su esposa, que mató al recién nacido y de este se crearon docenas de deidades.
Decidió Izanagi hacer un viaje a Yomi ("la tierra oscura de la muerte"). Rápidamente encontró a Izanami, y le pidió que regresara con él, pero ella le dijo que era demasiado tarde, ya que había comido el alimento del inframundo y que ahora estaría en la tierra de los muertos; sin embargo trataría de convencer a los dirigentes del Yomi para que la dejaran irse y pidió a Izanagi que no entrase durante ese momento. 
Izanagi esperó y esperó, pero al final se impacientó, así que encendió una mecha y se adentró en el Yomi para buscar a su esposa, quebrando de este modo una de las reglas de la tierra de los muertos. Izanagi buscó a su esposa y cuando la encontró se horrorizó al ver su cadáver putrefacto, lo que provocó la ira de Izanami la cual mandó a los ejércitos del inframundo tras su marido. Este consiguió escapar, al salir de Yomi, cerró la entrada con una piedra y rompió el matrimonio con Izanami. Debido a esto, Izanami le lanzaría una maldición diciendo que cada día mataría a mil humanos, a lo que él respondió que de hacerlo, haría nacer a mil quinientos.

## Izanami en la cultura popular
La historia y nombre de este personaje de la mitología japonesa trascendió tanto dentro del imaginario de la cultura de ese Japón que se hace presente incluso en videojuegos y anime. A continuación se darán algunos ejemplos de franquicias de anime y videojuegos influenciadas por Izanami. 
- Izanami puede ser encontrada como un personaje del anime Noragami en los capítulos finales como Diosa del Inframundo.
- En el anime Naruto, Izanami es una técnica o "jutsu", al igual que su marido, y los hijos que él engendró en solitario a posteriori de su huida del Yomi (Tsukiyomi, Amaterasu y Susanoo).
- En el videojuego Smite es un personaje jugable.
- El videojuego Persona 4 tiene a Izanami como la verdadera antagonista de la historia.
- En el videojuego Digital Devil Story: Megami Tensei Yumiko Shirasagi es la reencarnación de Izanami.
- En el videojuego The battle cats es una unidad existente en el juego y debloqueable.